# 桅杆角 (特拉華州)
桅杆角（英語：Mastens Corner）是位於美國特拉華州肯特縣的一個非建制地區。該地的面積和人口皆未知。

## 地理
桅杆角的座標為38°58′07″N 75°37′03″W / 38.96861°N 75.61750°W，而該地的平均海拔高度為18米（即59英尺）。